# Kung Pow
Kung Pow è un film del 2002 scritto, diretto e interpretato da Steve Oedekerk.
Il film utilizza in chiave comica sequenze tratte dal film di Hong Kong del 1976 I pugni del Drago e della Gru.

## Trama
Il Prescelto deve salvare la Cina dal malvagio Master Pain (Betty). Ad aiutarlo ci saranno il maestro, l'amata Ling, cane e l'impacciato Kazufai.

## Accoglienza

### Incassi
Il film ha incassato un totale di $17 milioni in tutto il mondo a fronte di un budget di $10 milioni.

### Critica
Sull'aggregatore Rotten Tomatoes ottiene il 13% delle recensioni professionali positive con un voto medio di 3,5 su 10 basato su 54 critiche. Il sito recita: "Un breve schizzo di battute si è allungato in un lungometraggio."
Su Metacritic riceve un punteggio medio di 14 su 100 basato su 14 recensioni della critica indicanti "antipatia schiacciante".